# Anna Cramér
Anna Marie-Louise Cramér, född 29 januari 1857 i Hamburg, död 27 april 1941, var en svensk konstnär.
Hon var dotter till grosshandlaren Fredrik Cramér och Marie-Louise Hegardt och kusin med Edvard Cramér.
Cramér studerade konst för August Malmström vid Fria konsternas akademi 1875–1882 och studerade även i Paris. Hon medverkade i Konstakademiens utställning 1885 och Liljevalchs salongerna 1922 och 1924 samt med Föreningen Svenska Konstnärinnor och Sveriges allmänna konstförening. Bland hennes arbeten märks Prof. Malmström i sin atelier, Funderingar, Interiör och I kyrkan.

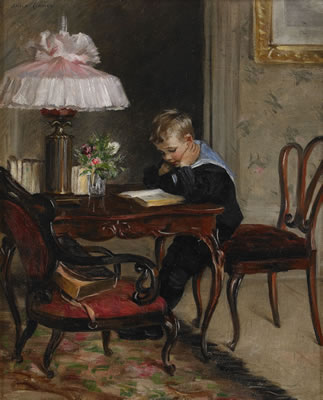
Salongsinteriör med läsande pojke.